# Austrocordulia
Genre
Austrocordulia est un genre de libellules de la famille des Synthemistidae et du sous-ordre des Anisoptères.

## Liste d'espèces
Selon BioLib (17 avril 2020) :
- Austrocordulia leonardi Theischinger, 1973
- Austrocordulia refracta Tillyard, 1909
- Austrocordulia territoria Theischinger & Watson, 1978